# Набіль Ласмарі
Набіль Ласмарі (фр. Nabil Lasmari, араб. نبيل لسماري; нар. 8 лютого 1978, Рубе, Франція) — алжирський бадмінтоніст.
Учасник Олімпійських ігор 2008 в одиночному розряді. У другому раунді поступився Петеру Гаде з Данії — 0:2.
Чемпіон Франції в одиночному розряді (1998, 2000, 2002, 2004).
Переможець Algeria International в одиночному розряді (2007). Переможець Giraldilla International в парному розряді (2007). Переможець Iran International в одиночному розряді (2007). Переможець Peru International в одиночному розряді (2007).